# 中央 (大田区)
中央（ちゅうおう）は、東京都大田区の地名。現行行政地名は中央一丁目から中央八丁目。住居表示実施済区域。

## 地理

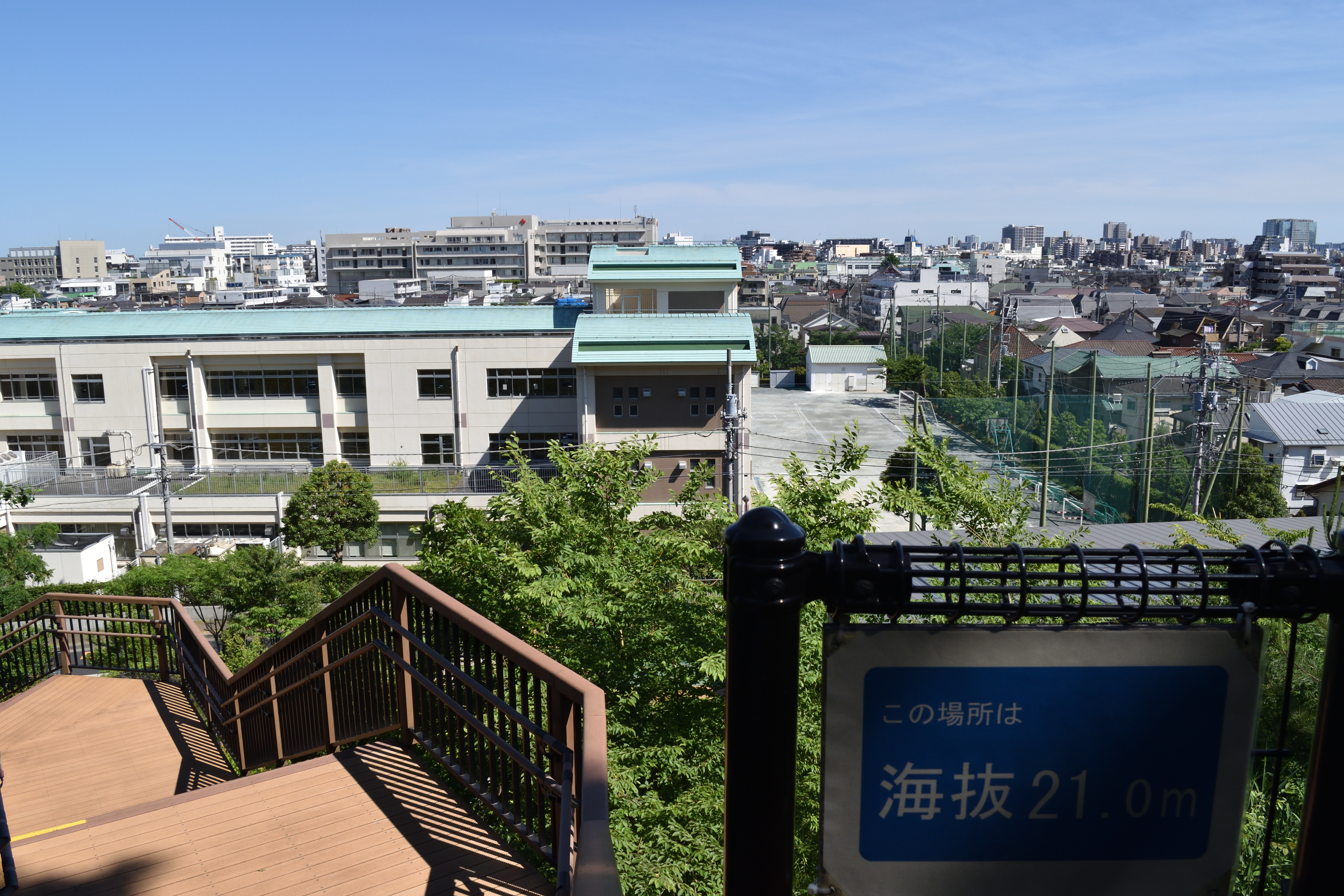
中央五丁目 佐伯山緑地からの南東側の眺望

東京都大田区の中央部やや北寄りに位置する。東部はJR東海道本線に接し、これを境に大田区大森西になる。西部・北部は台地（武蔵野台地）となり、西隣には池上本門寺（池上）、北西部は南馬込と接している。南部は呑川を境に西蒲田と、北東部は環七通り（東京都道318号環状七号線）を境に山王と接する。北東から南西に東京都道421号東品川下丸子線（池上通り）が走っており、東急バス通りとなっている。地内のほとんどが住宅地である。五丁目、六丁目は台地になっており明治・大正時代は著名な文豪、俳優の別荘地となっていた（馬込文士村）。
大森駅、平和島駅、大森町駅、蒲田駅、池上駅、西馬込駅のほぼ中間に位置し、鉄道駅が存在しない。坂は臼田坂・蓬莱坂・貴船坂・汐見坂などがある。

### 防災
東京都都市整備局が2022年に公表した「地震に関する地域危険度測定調査（第９回）」では、中央三丁目は、地震に対する火災危険度と総合危険度が、五段階評価のうち相対的に最も危険とされる「レベル5」となった。

### 地価
住宅地の地価は、2025年（令和7年）1月1日の公示地価によれば、中央6-20-2の地点で53万4000円/m2となっている。

## 歴史
かつて大田区役所が存在した時期に、交通の便向上を理由としてJR京浜東北線大森駅 - 蒲田駅間（春日橋付近）に新駅建設の提案がなされていた。しかし、蒲田への区役所移転とともに実現には至っていない。

## 世帯数と人口
2024年（令和6年）4月1日現在（東京都発表）の世帯数と人口は以下の通りである。
| 丁目       | 世帯数     | 人口     |
| ---------- | ---------- | -------- |
| 中央一丁目 | 1,370世帯  | 2,365人  |
| 中央二丁目 | 1,385世帯  | 2,703人  |
| 中央三丁目 | 2,395世帯  | 4,549人  |
| 中央四丁目 | 1,691世帯  | 3,209人  |
| 中央五丁目 | 1,525世帯  | 3,431人  |
| 中央六丁目 | 1,281世帯  | 2,494人  |
| 中央七丁目 | 1,320世帯  | 2,472人  |
| 中央八丁目 | 3,088世帯  | 5,643人  |
| 計         | 14,055世帯 | 26,866人 |

### 人口の変遷
国勢調査による人口の推移。
| 年                 | 人口   |
| ------------------ | ------ |
| 1995年（平成7年）  | 26,521 |
| 2000年（平成12年） | 25,506 |
| 2005年（平成17年） | 25,371 |
| 2010年（平成22年） | 25,930 |
| 2015年（平成27年） | 26,196 |
| 2020年（令和2年）  | 26,871 |

### 世帯数の変遷
国勢調査による世帯数の推移。
| 年                 | 世帯数 |
| ------------------ | ------ |
| 1995年（平成7年）  | 11,250 |
| 2000年（平成12年） | 11,559 |
| 2005年（平成17年） | 11,792 |
| 2010年（平成22年） | 12,229 |
| 2015年（平成27年） | 12,435 |
| 2020年（令和2年）  | 13,202 |

## 学区
区立小・中学校に通う場合、学区は以下の通りとなる（2023年3月時点）。
| 丁目       | 番地                             | 小学校                   | 中学校                 |
| ---------- | -------------------------------- | ------------------------ | ---------------------- |
| 中央一丁目 | 全域                             | 大田区立入新井第二小学校 | 大田区立大森第三中学校 |
| 中央二丁目 | 全域                             | 大田区立入新井第二小学校 | 大田区立大森第三中学校 |
| 中央三丁目 | 全域                             | 大田区立入新井第四小学校 | 大田区立大森第三中学校 |
| 中央四丁目 | 11〜19番 22〜30番 33〜36番       | 大田区立入新井第四小学校 | 大田区立大森第三中学校 |
| 中央四丁目 | 1〜2番 5〜10番 20〜21番 31〜32番 | 大田区立入新井第二小学校 | 大田区立大森第三中学校 |
| 中央四丁目 | 3〜4番                           | 大田区立梅田小学校       | 大田区立大森第四中学校 |
| 中央五丁目 | 4〜16番 17番の一部 18番 21〜27番 | 大田区立梅田小学校       | 大田区立大森第四中学校 |
| 中央五丁目 | 1〜3番 17番の一部                | 大田区立梅田小学校       | 大田区立馬込中学校     |
| 中央五丁目 | 19〜20番 28〜30番                | 大田区立入新井第四小学校 | 大田区立大森第三中学校 |
| 中央六丁目 | 全域                             | 大田区立池上第二小学校   | 大田区立大森第四中学校 |
| 中央七丁目 | 2〜8番 13〜15番                  | 大田区立池上第二小学校   | 大田区立大森第四中学校 |
| 中央七丁目 | 1番 9〜12番 16〜17番             | 大田区立入新井第四小学校 | 大田区立大森第三中学校 |
| 中央八丁目 | 全域                             | 大田区立池上第二小学校   | 大田区立大森第四中学校 |

## 事業所
2021年（令和3年）現在の経済センサス調査による事業所数と従業員数は以下の通りである。
| 丁目       | 事業所数  | 従業員数 |
| ---------- | --------- | -------- |
| 中央一丁目 | 79事業所  | 400人    |
| 中央二丁目 | 58事業所  | 552人    |
| 中央三丁目 | 130事業所 | 781人    |
| 中央四丁目 | 120事業所 | 1,583人  |
| 中央五丁目 | 38事業所  | 320人    |
| 中央六丁目 | 82事業所  | 476人    |
| 中央七丁目 | 79事業所  | 819人    |
| 中央八丁目 | 182事業所 | 1,461人  |
| 計         | 768事業所 | 6,392人  |

### 事業者数の変遷
経済センサスによる事業所数の推移。
| 年                 | 事業者数 |
| ------------------ | -------- |
| 2016年（平成28年） | 807      |
| 2021年（令和3年）  | 768      |

### 従業員数の変遷
経済センサスによる従業員数の推移。
| 年                 | 従業員数 |
| ------------------ | -------- |
| 2016年（平成28年） | 6,168    |
| 2021年（令和3年）  | 6,392    |

## 施設

### 公共
- 大森税務署

### 文化・公園
- 大田区立大田文化の森（旧大森区役所→旧大田区役所跡地）
- 大田区立龍子記念館・龍子公園
- 大田区立佐伯山緑地（佐伯栄養専門学校 旧キャンパス跡地）

### 医療
- 大森赤十字病院

### 教育
- 昭和医療技術専門学校
- 大田区立大森第三中学校
- 大田区立入新井第二小学校
- 大田区立入新井第四小学校
- 大田区立池上第二小学校
- 大森双葉幼稚園
- 大森みのり幼稚園
- 藤美幼稚園

### 寺社
- 春日神社
- 太田神社
- 日蓮宗長勝寺
- 浄土真宗本願寺派光教寺

### 現存しない施設
- 赤毛のアン記念館・村岡花子文庫

## その他

### 日本郵便
- 郵便番号 : 143-0024[2]（集配局 : 大森郵便局[16]）。